# Sân vận động Drake (Đại học Drake)
Sân vận động Drake (tiếng Anh: Drake Stadium) là một sân vận động trong khuôn viên của Đại học Drake ở Des Moines, Iowa, Hoa Kỳ. Thường được biết đến là nơi tổ chức giải đấu Drake Relays, đây cũng là sân nhà của đội bóng bầu dục thuộc trường đại học. Sân được khánh thành vào năm 1925.

## Lịch sử
Sân vận động Drake khai mạc vào ngày 10 tháng 10, năm 1925, khi Drake Bulldogs đánh bại Kansas.
Sân vận động Drake đã chứng kiến đội Drake Bulldogs chiến thắng mười ba giải vô địch bóng bầu dục, và năm lần tiến đến trận đấu bóng bầu dục của cao đẳng. Sân vận động cũng là sân nhà cho Trường trung học phổ thông Des Moines Roosevelt và thỉnh thoảng là sân nhà cho Trường trung học phổ Dowling. SVĐ hiện tại là sân vận động lớn nhất trong Pioneer Football League.
Sân vận động Drake cũng là nơi tổ chức cuộc chạy đua tiếp sức Drake, một trong những cuộc chạy đua hàng đầu và cuộc tập trung trên sân cỏ trong nước. Hàng ngàn học sinh  trung học phổ thông, đại học, và vận động viên chạy đua chuyên nghiệp đến Sân vận động Drake vào cuối tháng tư để cạnh tranh trong một kỳ chạy đua lớn nhất tại Hoa Kỳ. Sân vận động cũng tổ chức giải chạy đua vô địch cho học sinh trung học phổ thông nam và nữ ở bang Iowa. Mười bốn kỷ lục thế giới đã được thiết lập tại kỳ thi này.
Drake Bulldogs đã đấu trận đấu sân nhà năm 2005 tại Sân vận động chiến binh của trường trung học Waukee vì phải sửa chữa lại sân vận động.
Sân cũng đóng vai trò là địa điểm thứ hai của đội bóng đá nam và nữ của trường..

## Sửa chữa
Sân cỏ của bóng bầu dục tại Sân vận động Drake được đặt tên trong danh dự của  cựu sinh viên Drake và Johnny Bright, cầu thủ bóng bầu dục tuyệt vời, và đường đua được đặt tên sau bình luận gia nổi tiếng Jim Duncan.
Sặp đặt đường đua kẻ ô trị giá $175.000 năm 1969 để thay thế đường đua than xỉ. Đó là món quà sinh nhật tuyệt vời cho đối thủ và người hâm mộ của Cuộc chạy tiếp sức Drake lần thứ 60. Trong năm 1976, tất cả sự kiện cá nhân tại Cuộc chạy tiếp sức Drake bắt đầu dùng hệ thống mét; trong năm 1978, sự chuyển đổi được hoàn thành với đường đua bầu dục dài 400 mét để cuộc chạy tiếp sức, cũng có thể tính bằng mét. Đường đua Jim Duncan được làm lại bề mặt vào mùa hè năm 1989 theo màu xanh dương của Drake, kết hợp giữa phủ và cao su hạt.
Dự án đổi mới 2005-06 cải thiện nhiều khía cạnh của sân vận động. Bề mặt của sân vận động phẳng hơn (trước đây sân cỏ thấp hơn bề mặt đường đua vài feet). Sự cải thiện tạo ra một đường đua theo cấu hình để đáp ứng tiêu chuẩn NCAA, quốc gia và quốc tế, cải thiện chỗ ngồi, và thêm một lằn đường "an toàn" ở ngoài đường đua cho vận động viên (trong cấu hình cũ, người hâm mộ có thể dễ dàng tiếp xúc với đối thủ ở lằng đường 8). Ngoài ra, một bảng điểm với màn hình video đã được đặt ở góc đông bắc của sân vận động. Mở rộng đường đua giảm số chỗ ngồi của sân vận động từ 18.000 thành 14,557.  Kết quả là sự kiện ném đồ lưu niệm đã được chuyển đến một khu vực phía bắc của sân vận động.
Trong mùa hè năm 2016 sân cỏ và đường đua lại được làm mới bề mặt. Cỏ mới đã được sắp đặt và bề mặt đường đua đã được thay thế bằng vật liệu tương tự được sử dụng ở thế Vận hội mùa Hè tại Bắc kinh và Luân Đôn.

## Sự kiện đáng chú ý
Sân vận động Drake có tổ chức Mục NCAA I Đường đua bên ngoài và Sân cỏ vô Địch vào bốn dịp:
- 1970 (Chỉ có nam)
- 2008 (Nam và nữ)
- 2011 (nam và nữ)
- 2012 (nam và nữ)

Số khán giả Giải vô địch 2008 tăng gấp đôi kỷ lục đám-đông-suốt-bốn-ngày trước với tổng tham dự là 41.187 (bao gồm hơn 11.000 cho ngày cuối cùng) mặc dù ở Des Moines có trận lụt nặng.
Sân vận động Drake cũng có tổ chức Giải vô Địch đường đua và sân cỏ Mỹ hai lần:
- 2010
- 2013

Ngoài ra, cơ sở này có tổ chức Olympic trẻ em AAU bốn lần.

## Kỷ lục sân vận động

### Nam
| Sự kiện                   | Kỷ lục                    | Vận dộng viên                     | Quốc tịch     | Đại hội                                                            |
| ------------------------- | ------------------------- | --------------------------------- | ------------- | ------------------------------------------------------------------ |
| 100 m                     | 9.89                      | Ngonidzashe Makusha Justin Gatlin | Zimbabwe · Mỹ | 2011 Giải vô địch NCAA ngoài trời 2013 Giải vô địch USA ngoài trời |
| 200 m                     | 19.86                     | Isiah Young                       | Mỹ            | 2013 Giải vô địch USA ngoài trời                                   |
| 400 m                     | 44.08                     | Kirani James                      | Grê-na-đa     | 2016 Cuộc chạy tiếp sức Drake                                      |
| 800 m                     | 1:43.27                   | Duane Solomon                     | Mỹ            | 2013 Giải vô địch USA ngoài trời                                   |
| 1500 m                    | 3:38.27                   | Steve Scott                       | Mỹ            | 1984 Cuộc chạy tiếp sức Drake                                      |
| Dặm                       | 3:51.71                   | Alan Webb                         | Mỹ            | 2007 Cuộc chạy tiếp sức Drake                                      |
| 5000 m                    | 13:27.20                  | Nick Rose                         | Anh Quốc      | 1977 Cuộc chạy tiếp sức Drake                                      |
| 10000 m                   | 28:07.14                  | Cameron Levins                    | Ca-na-đa      | 2012 Giải vô địch NCAA ngoài trời                                  |
| 110 m rào cản             | 12.93                     | David Oliver                      | Mỹ            | 2010 Giải vô địch USA ngoài trời                                   |
| 400 m rào cản             | 47.32                     | Bershawn Jackson                  | Mỹ            | 2013 Giải vô địch USA ngoài trời                                   |
| 3000 m đường đua vượt rào | 8:20.67                   | Evan Jager                        | Mỹ            | 2013 Giải vô địch USA ngoài trời                                   |
| Nhảy cao                  | 2.40 m (7 ft 101⁄4 in)    | Derek Drouin                      | Ca-na-đa      | 2014 Cuộc chạy tiếp sức Drake                                      |
| Nhảy sào                  | 5.81 m (19 ft 01⁄2 in)    | Jeff Hartwig                      | Mỹ            | 2007 Cuộc chạy tiếp sức Drake                                      |
| Nhảy xa                   | 8.40 m (27 ft 61⁄2 in)    | Ngonidzashe Makusha               | Zimbabwe      | 2011 Giải vô địch NCAA ngoài trời                                  |
| Nhảy ba bước              | 40 m (131 ft 23⁄4 in)     | Christian Taylor                  | Mỹ            | 2011 Giải vô địch NCAA ngoài trời                                  |
| Shot put                  | 22.11 m (72 ft 61⁄4 in)   | Ryan Whiting                      | Mỹ            | 2013 Giải vô địch USA ngoài trời                                   |
| Ném dĩa                   | 64.31 m (210 ft 113⁄4 in) | Mac Wilkins                       | Mỹ            | 1978 Cuộc chạy tiếp sức Drake                                      |
| Ném búa                   | 76.51 m (251 ft 0 in)     | Jake Freeman                      | Mỹ            | 2010 Giải vô địch USA ngoài trời                                   |
| Phóng lao                 | 83.50 m (273 ft 111⁄4 in) | Riley Dolezal                     | Mỹ            | 2013 Giải vô địch USA ngoài trời                                   |
| Decathlon                 | 8291 pts                  | Ashton Eaton                      | Mỹ            | 2013 Giải vô địch USA ngoài trời                                   |

### Nữ
| Sự kiện                   | Kỷ lục                   | Vận động viên                  | Quốc tịch | Đại hội                           |
| ------------------------- | ------------------------ | ------------------------------ | --------- | --------------------------------- |
| 100 m                     | 10.85                    | English Gardner Barbara Pierre | Mỹ · Mỹ   | 2013 Giải vô địch USA ngoài trời  |
| 200 m                     | 22.19                    | Kimberlyn Duncan               | Mỹ        | 2012 Giải vô địch NCAA ngoài trời |
| 400 m                     | 49.64                    | Debbie Dunn                    | Mỹ        | 2010 Giải vô địch USA ngoài trời  |
| 800 m                     | 1:58.67                  | Ajee' Wilson                   | Mỹ        | 2010 Giải vô địch USA ngoài trời  |
| 1500 m                    | 4:03.35                  | Jennifer Simpson               | Mỹ        | 2013 Cuộc chạy tiếp sức Drake     |
| Mile                      | 4:40.2                   | Francie Larrieu-Smith          | Mỹ        | 1975 Cuộc chạy tiếp sức Drake     |
| 5000 m                    | 15:15.08                 | Sally Kipyego                  | Kê-ni-a   | 2012 Giải vô địch NCAA ngoài trời |
| 10000 m                   | 31:43.20                 | Shalane Flanagan               | Mỹ        | 2013 Giải vô địch USA ngoài trời  |
| 100 m rào cản             | 12.26                    | Brianna Rollins                | Mỹ        | 2013 Giải vô địch NCAA ngoài trời |
| 400 m rào cản             | 53.83                    | Dalilah Muhammad               | Mỹ        | 2013 Giải vô địch NCAA ngoài trời |
| 3000 m Đường đua vượt rào | 8:31.02                  | Jennifer Simpson               | Mỹ        | 2008 Giải vô địch NCAA ngoài trời |
| Nhảy cao                  | 2.05 m (6 ft 81⁄2 in)    | Chaunte Lowe                   | Mỹ        | 2010 Giải vô địch USA ngoài trời  |
| Nhảy sào                  | 4.89 m (16 ft 01⁄2 in)   | Jenn Suhr                      | Mỹ        | 2010 Giải vô địch USA ngoài trời  |
| Nhảy xa                   | 6.93 m (22 ft 83⁄4 in)   | Brittney Reese                 | Mỹ        | 2008 Giải vô địch NCAA ngoài trời |
| Nhảy ba bước              | 14.20 m (46 ft 7 in)     | Hanna Demydova                 | U-crai-na | 2012 Giải vô địch NCAA ngoài trời |
| Shot put                  | 20.24 m (66 ft 43⁄4 in)  | Michelle Carter                | Mỹ        | 2013 Giải vô địch USA ngoài trời  |
| Ném dĩa                   | 65.13 m (213 ft 8 in)    | Gia Lewis-Smallwood            | Mỹ        | 2013 Giải vô địch USA ngoài trời  |
| Ném búa                   | 75.73 m (248 ft 51⁄4 in) | Amanda Bingson                 | Mỹ        | 2013 Giải vô địch USA ngoài trời  |
| Phóng lao                 | 66.67 m (218 ft 83⁄4 in) | Kara Patterson                 | Mỹ        | 2010 Giải vô địch USA ngoài trời  |
| Heptathlon                | 6735 pts                 | Hyleas Fountain                | Mỹ        | 2010 Giải vô địch USA ngoài trời  |